# Runaway (chanson de Del Shannon)
Pour les articles homonymes, voir Runaway.
Singles de Del Shannon
Hats Off to Larry
(1961)
Runaway est une chanson de Del Shannon sortie en 45 tours en février 1961. C'est sa chanson la plus connue et son plus gros succès (no 1 des ventes aux États-Unis pendant quatre semaines).

## Histoire
Del Shannon et le claviériste Max Crook, qui jouent ensemble au sein du groupe « Charlie Johnson and the Big Little Show Band », coécrivent une chanson intitulée Little Runaway fin 1960. Leur manager Ollie McLaughlin les convainc de la retravailler autour du Musitron, un Clavioline améliorée par Crook. La chanson est enregistrée le 24 janvier 1961 avec plusieurs musiciens de studio, dont Al Caiola (en) à la guitare. Elle rencontre un grand succès dès sa sortie, au mois de février, mais c'est le passage de Del Shannon dans l'émission de télévision American Bandstand qui lui permet de se hisser en tête des ventes fin avril.
Une nouvelle version de Runaway par Del Shannon, intitulée Runaway '67, sort en 1967. Elle ne se classe pas dans le Hot 100.

## Reprises
Runaway a été reprise par de nombreux artistes, parmi lesquels :
- Small Faces sur l'album From the Beginning (1967)
- Elvis Presley sur l'album On Stage (1970)
- Bobby Vinton sur l'album The Bobby Vinton Show (1975)
- Sha Na Na sur l'album Sha Na Now (1975)
- The Sensational Alex Harvey Band sur l'album The Penthouse Tapes (1976)
- Bonnie Raitt sur l'album Sweet Forgiveness (1977) – no 57 aux États-Unis
- Screeching Weasel sur l'album Boogadaboogadaboogada! (1988)
- Traveling Wilburys en face B du single She's My Baby (1990)
- The Cox Family sur l'album Just When We're Thinking It's Over (1996)
- Gary Allan sur l'album Smoke Rings In The Dark (1999)
- Queen + Paul Rodgers en bonus de l'album The Cosmos Rocks (2008)
- Shannon and The Clams sur l'album Dreams in the rat house (2013)
- Avenged Sevenfold sur l'album The Stage (2016)

Il existe deux adaptations de Runaway en français :
- Mon amour disparu, paroles d'André Salvet et Lucien Morisse pour Rocky Volcano (1961), Richard Anthony et Orlando
- Vanina, paroles de Patrick Loiseau pour Dave (1974)